# Enkaustik

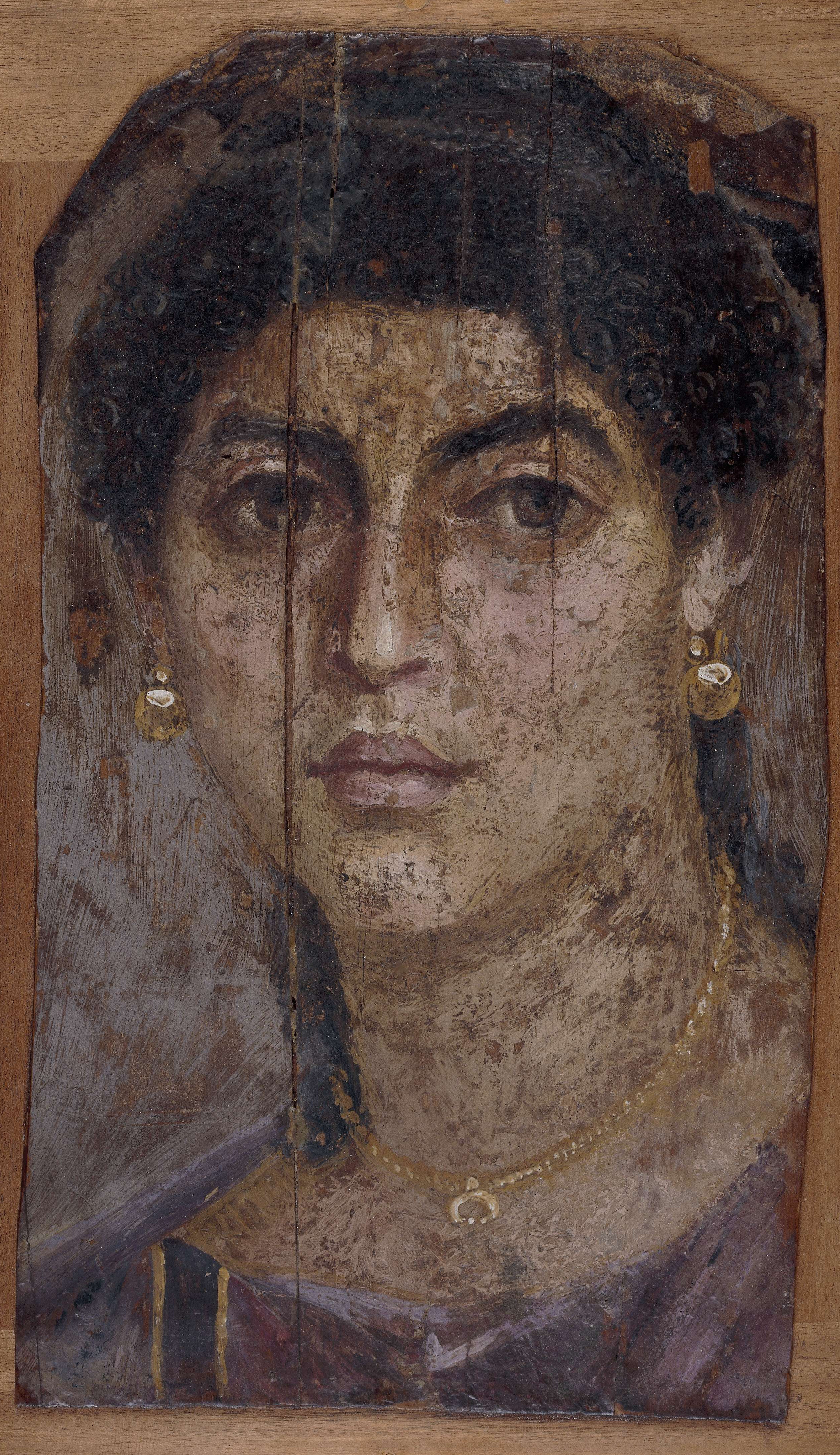
Mumienporträt

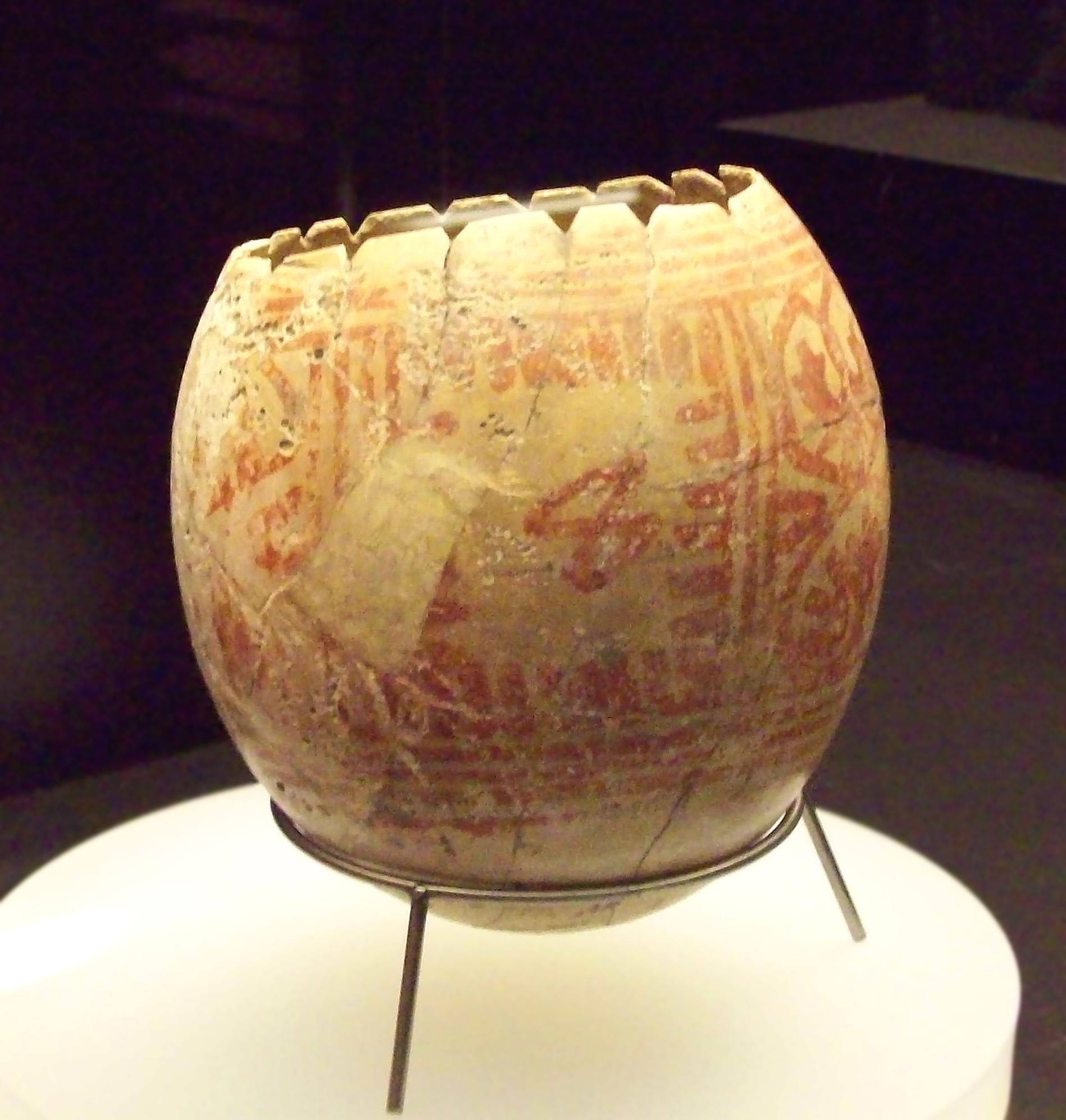
Punisches Ei von Villaricos

Die Enkaustik (von altgriechisch ἐγκαυστική [τέχνη] énkaustikē [téchnē], deutsch ‚Kunst, eingebrannte Gemälde zu verfertigen‘) ist eine künstlerische Maltechnik, bei der in Wachs gebundene Farbpigmente heiß auf den Maluntergrund aufgetragen werden.

## Geschichte und Maltechnik
Die Technik hat eine deutlich längere Tradition als die der Ölmalerei. Sie erlebte ihre Blütezeit in der Kunst der griechisch-römischen Antike. In der Vorstellung der Künstler wurden die eigenen materialisierten Gedanken mit Feuer unvergänglich auf der Malfläche eingebrannt.
Auch das Wort Enkaustik wird bereits seit mehr als zweieinhalb Jahrtausenden verwendet und leitet sich von dem griechischen Wort enkauston, eingebrannt, ab, dieses wiederum von enkaio, einbrennen.
Während heute elektrisch geheizte Malgeräte verwendet werden, wurden in der griechischen Antike entweder kalte Farben mit heißen Spachteln, den über glühenden Kohlenbecken erhitzten cauteria, aufgetragen und anschließend durch Hitzeeinstrahlung (durch glühendes Eisen) eingebrannt oder heißflüssig auf Stein, Holz oder Elfenbein aufgebracht. Als Wachs wurde geschmolzenes Bienenwachs mit oder ohne Zusatz von trocknendem Öl (Nussöl) verwendet. Die Farbpigmente wurden zumeist aus Ägypten und dem Sudan importiert.
Die Enkaustik war in ihrer Handhabung für die damaligen Künstler eine sehr aufwendige Technik, jedoch ermöglichte gerade sie die Blüte der antiken griechischen Malerei. In der Spätantike wurde sie von anderen Maltechniken abgelöst und geriet etwa im 6. Jahrhundert n. Chr. in Vergessenheit. Erhalten geblieben sind die berühmten ägyptischen Mumienporträts, die noch heute eine einmalige Leuchtkraft und Frische zeigen. Auch einige wenige sehr alte christliche Ikonen in Enkaustik-Technik sind erhalten geblieben, beispielsweise im Katharinenkloster auf dem Sinai oder die Maria Advocata in Rom. In späterer Zeit wurde für Ikonen Eitempera statt Enkaustik verwendet. Hervorragende Zeugnisse der Enkaustik sind die berühmten ägyptischen Mumienporträts im Britischen Museum in London und dem Ägyptischen Museum in Kairo, Wandmalereien in Pompeji und in der Neuen Pinakothek in München. Selbst an der Trajanssäule in Rom wurden Spuren von Enkaustik entdeckt.

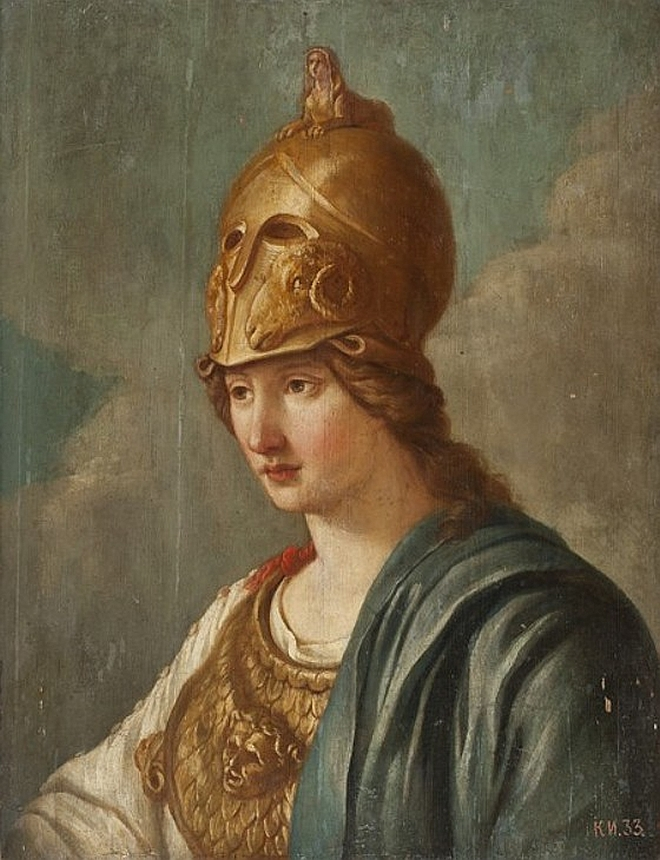
Joseph-Marie Vien: Minerva, Wachs und Öl auf Holz, 1754.

Erst das wieder aufgeflammte Interesse der frühen Neuzeit an antiker Kunst und antiken Kulturen weckte die Aufmerksamkeit der Künstler und Forscher für diese lang vergessene Maltechnik. Da die Ölbilder der alten Meister unweigerlich durch Abdunkeln und Schwundrisse verloren zu gehen drohen, war man geradezu fasziniert von der Langlebigkeit der Enkaustik-Gemälde. Zahlreiche Forscher versuchten, aus den wenigen erhaltenen literarischen Quellen das Geheimnis der Wachstechnik zu lüften. Heftige Meinungsverschiedenheiten entstanden um das legendäre Punische Wachs, welches jedoch nicht zwingend das Bindemittel der antiken Enkaustik gewesen sein muss. Nach einer alten Rezeptur soll das Wachs im Meerwasser gekocht und anschließend der Einwirkung von Sonne und Mond ausgesetzt worden sein. Durch das Auskochen des Bienenwachses in Salzwasser wird das Wachs von nahezu allen im natürlichen Bienenwachs enthaltenen Verunreinigungen befreit, wodurch es härter, aber auch spröder wird. Dieser Entzug nichtwächserner Bestandteile bewirkt ein Bleichen des Wachses. 1845 erschien in München ein Handbuch über Enkaustik von Franz Xaver Fernbach.

## Moderne Vertreter

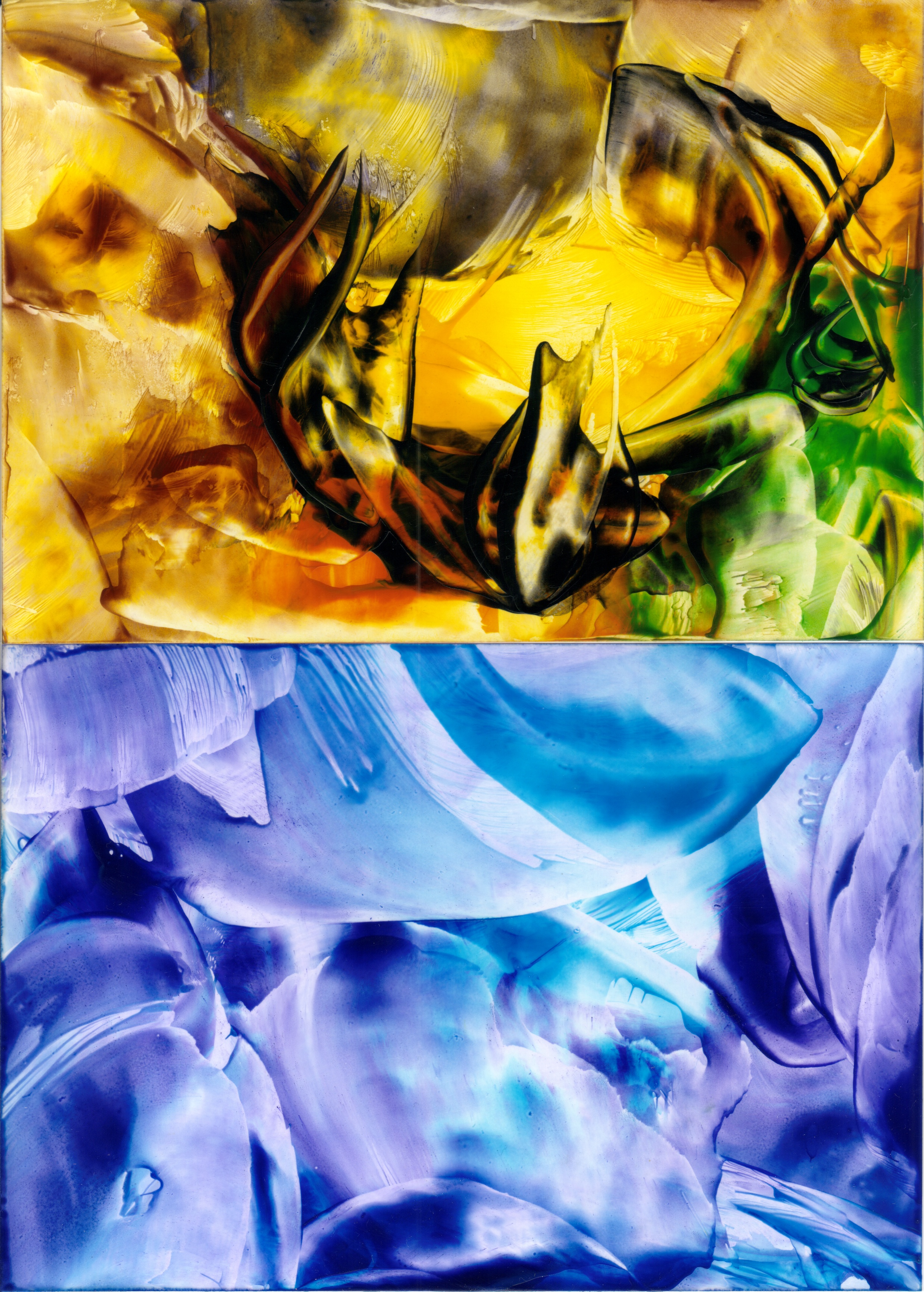
Diese Enkaustik-Arbeiten wurden ausschließlich mit dem Maleisen und der Heißluftpistole gemacht. Es ging dabei um Experimente mit Farbverläufen.

Im 20. und 21. Jahrhundert haben Künstler wie Charles Crodel, Jasper Johns, Fernando Leal Audirac, Christine Hahn, Robert Geveke, Martin Assig, Monika Romer, Hilde Stock-Sylvester, Volker Behrend Peters, Marlis Albrecht, Will Cassel, Tony Scherman, Michael Davis oder Norimichi Akagi mit der Technik der Enkaustik wichtige Werke geschaffen.